# 2-pyrrolidon
2-pyrrolidon is een organische verbinding met als brutoformule C4H7NO, behorend tot de groep der lactamen. De stof komt voor als een lichtgele vloeistof, die goed oplosbaar is in water.

## Synthese
2-pyrrolidon kan worden bereid uit een condensatiereactie van ammoniak en γ-butyrolacton:

## Toepassingen
2-pyrrolidon is een tussenproduct in de productie van polyvinylpyrrolidon (PVP) uit γ-butyrolacton. Hierbij wordt uit een reactie van γ-butyrolacton en ammoniak 2-pyrrolidon gevormd, dat daarna bij een temperatuur van 100°C met kalium en ethyn reageert tot N-vinylpyrrolidon:
N-vinylpyrrolidon wordt hierna gepolymeriseerd tot polyvinylpyrrolidon.
Van de spinnensoort Nephila antipodiana is aangetoond dat deze zijn spindraad bedekt met het giftige 2-pyrrolidon, om zich te beschermen tegen aanvallen van mieren.

## Toxicologie en veiligheid
2-pyrrolidon ontleedt bij verhitting of bij verbranding met vorming van giftige dampen, onder andere stikstofoxiden.
De stof is irriterend voor de ogen, de huid en de luchtwegen.